# Tournoi de tennis de Vienne
Le tournoi de Vienne (Autriche) est un tournoi professionnel de tennis masculin du circuit ATP et féminin du circuit WTA.
Le tournoi féminin se déroulait chaque année début mai, sur terre battue. Sa première édition remonte à 1979, la dernière à 2004.
Créé en 1974, le tournoi masculin se déroule à la mi-octobre dans la capitale autrichienne sur surface dure, en intérieur. Depuis 2015, il appartient à la catégorie des ATP 500.

## Palmarès dames

### Simple
| No | Date       | Nom et lieu du tournoi            | Catégorie      | Dotation       | Surface        | Vainqueure        | Finaliste         | Score          |                |
| -- | ---------- | --------------------------------- | -------------- | -------------- | -------------- | ----------------- | ----------------- | -------------- | -------------- |
| 1  | 14-05-1979 | Bancroft Trophy, Vienne           | Colgate Series | 75 000 $       | Terre (ext.)   | Chris Evert       | Caroline Stoll    | 6-1, 6-1       | Tableau        |
|    | 1980-1998  | Pas de tournoi                    | Pas de tournoi | Pas de tournoi | Pas de tournoi | Pas de tournoi    | Pas de tournoi    | Pas de tournoi | Pas de tournoi |
| 2  | 05-07-1999 | Egger Tennis Festival, Pörtschach | Tier IVb       | 112 500 $      | Terre (ext.)   | Karina Habšudová  | Silvija Talaja    | 2-6, 6-4, 6-4  | Tableau        |
| 3  | 10-07-2000 | Uniqa Grand Prix, Klagenfurt      | Tier III       | 170 000 $      | Terre (ext.)   | Barbara Schett    | Patty Schnyder    | 5-7, 6-4, 6-4  | Tableau        |
| 4  | 09-07-2001 | Uniqa Grand Prix, Vienne          | Tier III       | 170 000 $      | Terre (ext.)   | Iroda Tulyaganova | Patty Schnyder    | 6-3, 6-2       | Tableau        |
| 5  | 10-06-2002 | Wien Energie Grand Prix, Vienne   | Tier III       | 170 000 $      | Terre (ext.)   | Anna Smashnova    | Iroda Tulyaganova | 6-4, 6-1       | Tableau        |
| 6  | 09-06-2003 | Wien Energie Grand Prix, Vienne   | Tier III       | 170 000 $      | Terre (ext.)   | Paola Suárez      | Karolina Šprem    | 7-60, 2-6, 6-4 | Tableau        |
| 7  | 17-05-2004 | Wien Energie Grand Prix, Vienne   | Tier III       | 170 000 $      | Terre (ext.)   | Anna Smashnova    | Alicia Molik      | 6-2, 3-6, 6-2  | Tableau        |

### Double
| No | Date       | Nom et lieu du tournoi           | Catégorie      | Dotation       | Surface        | Vainqueures                      | Finalistes                    | Score          |                |
| -- | ---------- | -------------------------------- | -------------- | -------------- | -------------- | -------------------------------- | ----------------------------- | -------------- | -------------- |
| 1  | 14-05-1979 | Bancroft Trophy Vienne           | Colgate Series | 75 000 $       | Terre (ext.)   | Marise Kruger Dianne Fromholtz   | Ilana Kloss Betty-Ann Stuart  | 3-6, 6-4, 6-1  | Tableau        |
|    | 1980-1998  | Pas de tournoi                   | Pas de tournoi | Pas de tournoi | Pas de tournoi | Pas de tournoi                   | Pas de tournoi                | Pas de tournoi | Pas de tournoi |
| 2  | 05-07-1999 | Egger Tennis Festival Pörtschach | Tier IVb       | 112 500 $      | Terre (ext.)   | Silvia Farina Karina Habšudová   | Olga Lugina Laura Montalvo    | 6-4, 6-4       | Tableau        |
| 3  | 10-07-2000 | Uniqa Grand Prix Klagenfurt      | Tier III       | 170 000 $      | Terre (ext.)   | Laura Montalvo Paola Suárez      | Barbara Schett Patty Schnyder | 7-65, 6-1      | Tableau        |
| 4  | 09-07-2001 | Uniqa Grand Prix Vienne          | Tier III       | 170 000 $      | Terre (ext.)   | Paola Suárez Patricia Tarabini   | Vanessa Henke Lenka Němečková | 6-4, 6-2       | Tableau        |
| 5  | 10-06-2002 | Wien Energie Grand Prix Vienne   | Tier III       | 170 000 $      | Terre (ext.)   | Petra Mandula Patricia Wartusch  | Barbara Schwartz Jasmin Wöhr  | 6-2, 6-4       | Tableau        |
| 6  | 09-06-2003 | Wien Energie Grand Prix Vienne   | Tier III       | 170 000 $      | Terre (ext.)   | Li Ting Sun Tiantian             | Yan Zi Zheng Jie              | 6-3, 6-4       | Tableau        |
| 7  | 17-05-2004 | Wien Energie Grand Prix Vienne   | Tier III       | 170 000 $      | Terre (ext.)   | Martina Navrátilová Lisa Raymond | Cara Black Rennae Stubbs      | 6-2, 7-5       | Tableau        |

## Palmarès messieurs

### Simple
| No | Date       | Nom et lieu du tournoi             | Catégorie           | Dotation       | Surface         | Vainqueur             | Finaliste             | Score                     |                |
| -- | ---------- | ---------------------------------- | ------------------- | -------------- | --------------- | --------------------- | --------------------- | ------------------------- | -------------- |
| 1  | 28-10-1974 | Stadthalle Open, Vienne            |                     | NC $           | Dur (int.)      | Vitas Gerulaitis      | Andrew Pattison       | 6-3, 3-6, 6-4, 6-2        |                |
|    | 1975       | Pas de tournoi                     | Pas de tournoi      | Pas de tournoi | Pas de tournoi  | Pas de tournoi        | Pas de tournoi        | Pas de tournoi            | Pas de tournoi |
| 2  | 25-10-1976 | Fischer Grand Prix, Vienne         |                     | 50 000 $       | Dur (int.)      | Wojtek Fibak          | Raúl Ramírez          | 6-7, 6-3, 6-4, 2-6, 6-1   |                |
| 3  | 24-10-1977 | Fischer Grand Prix, Vienne         |                     | 50 000 $       | Dur (int.)      | Brian Gottfried       | Wojtek Fibak          | 6-1, 6-1                  |                |
| 4  | 30-10-1978 | Fischer Grand Prix, Vienne         |                     | 75 000 $       | Dur (int.)      | Stan Smith            | Balázs Taróczy        | 4-6, 7-6, 7-6, 6-3        |                |
| 5  | 22-10-1979 | Fischer Grand Prix, Vienne         |                     | 100 000 $      | Dur (int.)      | Stan Smith            | Wojtek Fibak          | 6-4, 6-0, 6-2             |                |
| 6  | 16-06-1980 | , Vienne                           |                     | 50 000 $       | Terre (ext.)    | Ángel Giménez         | Tomáš Šmíd            | 1-6, 1-1, ab.             |                |
| 7  | 20-10-1980 | Fischer Grand Prix, Vienne         |                     | 100 000 $      | Dur (int.)      | Brian Gottfried       | Trey Waltke           | 6-2, 6-4, 6-3             |                |
| 8  | 19-10-1981 | Fischer Grand Prix, Vienne         |                     | 125 000 $      | Dur (int.)      | Ivan Lendl            | Brian Gottfried       | 1-6, 6-0, 6-1, 6-2        |                |
| 9  | 18-10-1982 | Fischer Grand Prix, Vienne         |                     | 100 000 $      | Dur (int.)      | Brian Gottfried       | Bill Scanlon          | 6-1, 6-4, 6-0             |                |
| 10 | 17-10-1983 | Fischer Grand Prix, Vienne         |                     | 100 000 $      | Dur (int.)      | Brian Gottfried       | Mel Purcell           | 6-2, 6-3, 7-5             |                |
| 11 | 22-10-1984 | Fischer Grand Prix, Vienne         |                     | 100 000 $      | Dur (int.)      | Tim Wilkison          | Pavel Složil          | 6-1, 6-1, 6-2             |                |
| 12 | 18-11-1985 | Fischer Grand Prix, Vienne         |                     | 100 000 $      | Dur (int.)      | Jan Gunnarsson        | Libor Pimek           | 6-7, 6-2, 6-4, 1-6, 7-5   |                |
| 13 | 20-10-1986 | CA Tennis Trophy, Vienne           |                     | 125 000 $      | Dur (int.)      | Brad Gilbert          | Karel Nováček         | 3-6, 6-3, 7-5, 6-0        |                |
| 14 | 19-10-1987 | CA Tennis Trophy, Vienne           |                     | 125 000 $      | Dur (int.)      | Jonas Svensson        | Amos Mansdorf         | 1-6, 1-6, 6-2, 6-3, 7-5   |                |
| 15 | 17-10-1988 | CA Tennis Trophy, Vienne           |                     | 140 000 $      | Moquette (int.) | Horst Skoff           | Thomas Muster         | 4-6, 6-3, 6-4, 6-2        |                |
| 16 | 16-10-1989 | CA Tennis Trophy, Vienne           |                     | 225 000 $      | Moquette (int.) | Paul Annacone         | Kelly Evernden        | 6-7, 6-4, 6-1, 2-6, 6-3   |                |
| 17 | 15-10-1990 | CA Tennis Trophy, Vienne           | World Series        | 225 000 $      | Moquette (int.) | Anders Järryd         | Horst Skoff           | 6-3, 6-3, 6-1             |                |
| 18 | 14-10-1991 | CA Tennis Trophy, Vienne           | World Series        | 225 000 $      | Moquette (int.) | Michael Stich         | Jan Siemerink         | 6-4, 6-4, 6-4             |                |
| 19 | 19-10-1992 | CA Tennis Trophy, Vienne           | World Series        | 280 000 $      | Moquette (int.) | Petr Korda            | Gianluca Pozzi        | 6-3, 6-2, 5-7, 6-1        |                |
| 20 | 18-10-1993 | CA Tennis Trophy, Vienne           | World Series        | 275 000 $      | Moquette (int.) | Goran Ivanišević      | Thomas Muster         | 4-6, 6-4, 6-4, 7-63       |                |
| 21 | 17-10-1994 | CA Tennis Trophy, Vienne           | World Series        | 375 000 $      | Moquette (int.) | Andre Agassi          | Michael Stich         | 7-64, 4-6, 6-2, 6-3       |                |
| 22 | 16-10-1995 | CA Tennis Trophy, Vienne           | World Series        | 465 000 $      | Moquette (int.) | Filip Dewulf          | Thomas Muster         | 7-5, 6-2, 1-6, 7-5        |                |
| 23 | 07-10-1996 | CA Tennis Trophy, Vienne           | Championship Series | 675 000 $      | Moquette (int.) | Boris Becker          | Jan Siemerink         | 6-4, 67-7, 6-2, 6-3       |                |
| 24 | 06-10-1997 | CA Tennis Trophy, Vienne           | Championship Series | 675 000 $      | Moquette (int.) | Goran Ivanišević      | Greg Rusedski         | 3-6, 64-7, 7-64, 6-2, 6-3 |                |
| 25 | 12-10-1998 | CA Tennis Trophy, Vienne           | Series Gold         | 675 000 $      | Moquette (int.) | Pete Sampras          | Karol Kučera          | 6-3, 7-63, 6-1            |                |
| 26 | 11-10-1999 | CA Tennis Trophy, Vienne           | Series Gold         | 675 000 $      | Dur (int.)      | Greg Rusedski         | Nicolas Kiefer        | 65-7, 2-6, 6-3, 7-5, 6-4  | Tableau        |
| 27 | 09-10-2000 | CA Tennis Trophy, Vienne           | Series Gold         | 700 000 $      | Dur (int.)      | Tim Henman            | Tommy Haas            | 6-4, 6-4, 6-4             | Tableau        |
| 28 | 08-10-2001 | CA Tennis Trophy, Vienne           | Series Gold         | 700 000 $      | Dur (int.)      | Tommy Haas            | Guillermo Cañas       | 6-2, 7-66, 6-4            | Tableau        |
| 29 | 07-10-2002 | CA Tennis Trophy, Vienne           | Series Gold         | 765 000 $      | Dur (int.)      | Roger Federer         | Jiří Novák            | 6-4, 6-1, 3-6, 6-4        | Tableau        |
| 30 | 06-10-2003 | CA Tennis Trophy, Vienne           | Series Gold         | 665 000 $      | Dur (int.)      | Roger Federer         | Carlos Moyà           | 6-3, 6-3, 6-3             | Tableau        |
| 31 | 11-10-2004 | BA-CA Tennis Trophy, Vienne        | Series Gold         | 658 000 $      | Dur (int.)      | Feliciano López       | Guillermo Cañas       | 6-4, 1-6, 7-5, 3-6, 7-5   | Tableau        |
| 32 | 10-10-2005 | BA-CA Tennis Trophy, Vienne        | Series Gold         | 664 000 $      | Dur (int.)      | Ivan Ljubičić         | Juan Carlos Ferrero   | 6-2, 6-4, 7-65            | Tableau        |
| 33 | 09-10-2006 | BA-CA Tennis Trophy, Vienne        | Series Gold         | 665 000 $      | Dur (int.)      | Ivan Ljubičić         | Fernando González     | 6-3, 6-4, 7-5             | Tableau        |
| 34 | 08-10-2007 | BA-CA Tennis Trophy, Vienne        | Series Gold         | 732 000 $      | Dur (int.)      | Novak Djokovic        | Stanislas Wawrinka    | 6-4, 6-0                  | Tableau        |
| 35 | 06-10-2008 | Bank Austria Tennis Trophy, Vienne | Series Gold         | 653 000 €      | Dur (int.)      | Philipp Petzschner    | Gaël Monfils          | 6-4, 6-4                  | Tableau        |
| 36 | 26-10-2009 | Bank Austria Tennis Trophy, Vienne | ATP 250             | 500 000 €      | Dur (int.)      | Jürgen Melzer         | Marin Čilić           | 6-4, 6-3                  | Tableau        |
| 37 | 25-10-2010 | Bank Austria Tennis Trophy, Vienne | ATP 250             | 575 250 €      | Dur (int.)      | Jürgen Melzer         | Andreas Haider-Maurer | 610-7, 7-64, 6-4          | Tableau        |
| 38 | 24-10-2011 | Erste Bank Open, Vienne            | ATP 250             | 575 250 €      | Dur (int.)      | Jo-Wilfried Tsonga    | Juan Martín del Potro | 65-7, 6-3, 6-4            | Tableau        |
| 39 | 15-10-2012 | Erste Bank Open, Vienne            | ATP 250             | 486 750 €      | Dur (int.)      | Juan Martín del Potro | Grega Žemlja          | 7-5, 6-3                  | Tableau        |
| 40 | 14-10-2013 | Erste Bank Open, Vienne            | ATP 250             | 501 355 €      | Dur (int.)      | Tommy Haas            | Robin Haase           | 6-3, 4-6, 6-4             | Tableau        |
| 41 | 13-10-2014 | Erste Bank Open, Vienne            | ATP 250             | 521 405 €      | Dur (int.)      | Andy Murray           | David Ferrer          | 5-7, 6-2, 7-5             | Tableau        |
| 42 | 19-10-2015 | Erste Bank Open, Vienne            | ATP 500             | 1 745 040 €    | Dur (int.)      | David Ferrer          | Steve Johnson         | 4-6, 6-4, 7-5             | Tableau        |
| 43 | 24-10-2016 | Erste Bank Open, Vienne            | ATP 500             | 1 884 645 €    | Dur (int.)      | Andy Murray           | Jo-Wilfried Tsonga    | 6-3, 7-66                 | Tableau        |
| 44 | 23-10-2017 | Erste Bank Open, Vienne            | ATP 500             | 2 035 415 €    | Dur (int.)      | Lucas Pouille         | Jo-Wilfried Tsonga    | 6-1, 6-4                  | Tableau        |
| 45 | 22-10-2018 | Erste Bank Open, Vienne            | ATP 500             | 2 198 250 €    | Dur (int.)      | Kevin Anderson        | Kei Nishikori         | 6-3, 7-63                 | Tableau        |
| 46 | 21-10-2019 | Erste Bank Open, Vienne            | ATP 500             | 2 296 490 €    | Dur (int.)      | Dominic Thiem         | Diego Schwartzman     | 3-6, 6-4, 6-3             | Tableau        |
| 47 | 26-10-2020 | Erste Bank Open, Vienne            | ATP 500             | 1 409 510 €    | Dur (int.)      | Andrey Rublev         | Lorenzo Sonego        | 6-4, 6-4                  | Tableau        |
| 48 | 25-10-2021 | Erste Bank Open, Vienne            | ATP 500             | 1 837 190 €    | Dur (int.)      | Alexander Zverev      | Frances Tiafoe        | 7-5, 6-4                  | Tableau        |
| 49 | 24-10-2022 | Erste Bank Open, Vienne            | ATP 500             | 2 349 180 €    | Dur (int.)      | Daniil Medvedev       | Denis Shapovalov      | 4-6, 6-3, 6-2             | Tableau        |
| 50 | 23-10-2023 | Erste Bank Open, Vienne            | ATP 500             | 2 409 835 €    | Dur (int.)      | Jannik Sinner         | Daniil Medvedev       | 7-67, 4-6, 6-3            | Tableau        |
| 51 | 21-10-2024 | Erste Bank Open, Vienne            | ATP 500             | 2 470 310 €    | Dur (int.)      | Jack Draper           | Karen Khachanov       | 6-4, 7-5                  | Tableau        |

### Double
| No | Date       | Nom et lieu du tournoi             | Catégorie           | Dotation       | Surface         | Vainqueurs                           | Finalistes                           | Score              |                |
| -- | ---------- | ---------------------------------- | ------------------- | -------------- | --------------- | ------------------------------------ | ------------------------------------ | ------------------ | -------------- |
| 1  | 28-10-1974 | Stadthalle Open, Vienne            |                     | NC $           | Dur (int.)      | Andrew Pattison Raymond Moore        | Bob Hewitt Frew McMillan             | 6-4, 5-7, 6-4      |                |
|    | 1975       | Pas de tournoi                     | Pas de tournoi      | Pas de tournoi | Pas de tournoi  | Pas de tournoi                       | Pas de tournoi                       | Pas de tournoi     | Pas de tournoi |
| 2  | 25-10-1976 | Fischer Grand Prix, Vienne         |                     | 50 000 $       | Dur (int.)      | Bob Hewitt Frew McMillan             | Brian Gottfried Raúl Ramírez         | 6-4, 4-0, ab.      |                |
| 3  | 24-10-1977 | Fischer Grand Prix, Vienne         |                     | 50 000 $       | Dur (int.)      | Bob Hewitt Frew McMillan             | Wojtek Fibak Jan Kodeš               | 6-4, 6-3           |                |
| 4  | 30-10-1978 | Fischer Grand Prix, Vienne         |                     | 75 000 $       | Dur (int.)      | Víctor Pecci Balázs Taróczy          | Bob Hewitt Frew McMillan             | 6-3, 6-7, 6-4      |                |
| 5  | 22-10-1979 | Fischer Grand Prix, Vienne         |                     | 100 000 $      | Dur (int.)      | Bob Hewitt Frew McMillan             | Brian Gottfried Raúl Ramírez         | 6-4, 3-6, 6-1      |                |
| 6  | 16-06-1980 | , Vienne                           |                     | 50 000 $       | Terre (ext.)    | Gianni Ocleppo C. Roger-Vasselin     | Pavel Složil Tomáš Šmíd              | Forfait            |                |
| 7  | 20-10-1980 | Fischer Grand Prix, Vienne         |                     | 100 000 $      | Dur (int.)      | Stan Smith Robert Lutz               | Heinz Günthardt Pavel Složil         | 6-1, 6-2           |                |
| 8  | 19-10-1981 | Fischer Grand Prix, Vienne         |                     | 125 000 $      | Dur (int.)      | Steve Denton Tim Wilkison            | Sammy Giammalva Jr Fred McNair       | 4-6, 6-3, 6-4      |                |
| 9  | 18-10-1982 | Fischer Grand Prix, Vienne         |                     | 100 000 $      | Dur (int.)      | Henri Leconte Pavel Složil           | Mark Dickson Terry Moor              | 6-1, 7-6           |                |
| 10 | 17-10-1983 | Fischer Grand Prix, Vienne         |                     | 100 000 $      | Dur (int.)      | Stan Smith Mel Purcell               | Marcos Hocevar Cássio Motta          | 6-3, 6-4           |                |
| 11 | 22-10-1984 | Fischer Grand Prix, Vienne         |                     | 100 000 $      | Dur (int.)      | Wojtek Fibak Sandy Mayer             | Heinz Günthardt Balázs Taróczy       | 6-4, 6-4           |                |
| 12 | 18-11-1985 | Fischer Grand Prix, Vienne         |                     | 100 000 $      | Dur (int.)      | Mike De Palmer Gary Donnelly         | Sergio Casal Emilio Sánchez          | 6-4, 6-3           |                |
| 13 | 20-10-1986 | CA Tennis Trophy, Vienne           |                     | 125 000 $      | Dur (int.)      | Ricardo Acioly Wojtek Fibak          | Brad Gilbert Slobodan Živojinović    | Forfait            |                |
| 14 | 19-10-1987 | CA Tennis Trophy, Vienne           |                     | 125 000 $      | Dur (int.)      | Mel Purcell Tim Wilkison             | Emilio Sánchez Javier Sánchez        | 6-3, 7-5           |                |
| 15 | 17-10-1988 | CA Tennis Trophy, Vienne           |                     | 140 000 $      | Moquette (int.) | Alex Antonitsch Balázs Taróczy       | Kevin Curren Tomáš Šmíd              | 4-6, 6-3, 7-6      |                |
| 16 | 16-10-1989 | CA Tennis Trophy, Vienne           |                     | 225 000 $      | Moquette (int.) | Jan Gunnarsson Anders Järryd         | Paul Annacone Kelly Evernden         | 6-2, 6-3           |                |
| 17 | 15-10-1990 | CA Tennis Trophy, Vienne           | World Series        | 225 000 $      | Moquette (int.) | Udo Riglewski Michael Stich          | Jorge Lozano Todd Witsken            | 6-4, 6-4           |                |
| 18 | 14-10-1991 | CA Tennis Trophy, Vienne           | World Series        | 225 000 $      | Moquette (int.) | Gary Muller Anders Järryd            | Jakob Hlasek Patrick McEnroe         | 6-4, 7-5           |                |
| 19 | 19-10-1992 | CA Tennis Trophy, Vienne           | World Series        | 280 000 $      | Moquette (int.) | Ronnie Båthman Anders Järryd         | Kent Kinnear Udo Riglewski           | 6-3, 7-5           |                |
| 20 | 18-10-1993 | CA Tennis Trophy, Vienne           | World Series        | 275 000 $      | Moquette (int.) | Byron Black Jonathan Stark           | Mike Bauer David Prinosil            | 6-3, 7-6           |                |
| 21 | 17-10-1994 | CA Tennis Trophy, Vienne           | World Series        | 375 000 $      | Moquette (int.) | Mike Bauer David Rikl                | Alex Antonitsch Greg Rusedski        | 7-6, 6-4           |                |
| 22 | 16-10-1995 | CA Tennis Trophy, Vienne           | World Series        | 465 000 $      | Moquette (int.) | Ellis Ferreira Jan Siemerink         | Todd Woodbridge Mark Woodforde       | 6-4, 7-5           |                |
| 23 | 07-10-1996 | CA Tennis Trophy, Vienne           | Championship Series | 675 000 $      | Moquette (int.) | Ievgueni Kafelnikov Daniel Vacek     | Pavel Vízner Menno Oosting           | 6-4, 7-5           |                |
| 24 | 06-10-1997 | CA Tennis Trophy, Vienne           | Championship Series | 675 000 $      | Moquette (int.) | Ellis Ferreira Patrick Galbraith     | Marc-Kevin Goellner David Prinosil   | 6-3, 6-4           |                |
| 25 | 12-10-1998 | CA Tennis Trophy, Vienne           | Series Gold         | 675 000 $      | Moquette (int.) | Ievgueni Kafelnikov Daniel Vacek     | David Adams John-Laffnie de Jager    | 7-5, 6-3           |                |
| 26 | 11-10-1999 | CA Tennis Trophy, Vienne           | Series Gold         | 675 000 $      | Dur (int.)      | David Prinosil Sandon Stolle         | Piet Norval Kevin Ullyett            | 7-67, 7-5          | Tableau        |
| 27 | 09-10-2000 | CA Tennis Trophy, Vienne           | Series Gold         | 700 000 $      | Dur (int.)      | Ievgueni Kafelnikov Nenad Zimonjić   | Jiří Novák David Rikl                | 6-4, 6-4           | Tableau        |
| 28 | 08-10-2001 | CA Tennis Trophy, Vienne           | Series Gold         | 700 000 $      | Dur (int.)      | Martin Damm Radek Štěpánek           | Jiří Novák David Rikl                | 6-3, 6-2           | Tableau        |
| 29 | 07-10-2002 | CA Tennis Trophy, Vienne           | Series Gold         | 765 000 $      | Dur (int.)      | Joshua Eagle Sandon Stolle           | Jiří Novák Radek Štěpánek            | 6-4, 6-3           | Tableau        |
| 30 | 06-10-2003 | CA Tennis Trophy, Vienne           | Series Gold         | 665 000 $      | Dur (int.)      | Yves Allegro Roger Federer           | Mahesh Bhupathi Max Mirnyi           | 7-67, 7-5          | Tableau        |
| 31 | 11-10-2004 | BA-CA Tennis Trophy, Vienne        | Series Gold         | 658 000 $      | Dur (int.)      | Martin Damm Cyril Suk                | Gastón Etlis Martín Rodríguez        | 64-7, 6-4, 7-64    | Tableau        |
| 32 | 10-10-2005 | BA-CA Tennis Trophy, Vienne        | Series Gold         | 664 000 $      | Dur (int.)      | Mark Knowles Daniel Nestor           | Jonathan Erlich Andy Ram             | 5-3, 5-42          | Tableau        |
| 33 | 09-10-2006 | BA-CA Tennis Trophy, Vienne        | Series Gold         | 665 000 $      | Dur (int.)      | Petr Pála Pavel Vízner               | Julian Knowle Jürgen Melzer          | 6-4, 3-6, [12-10]  | Tableau        |
| 34 | 08-10-2007 | BA-CA Tennis Trophy, Vienne        | Series Gold         | 732 000 $      | Dur (int.)      | Mariusz Fyrstenberg Marcin Matkowski | Tomas Behrend Christopher Kas        | 6-4, 6-2           | Tableau        |
| 35 | 06-10-2008 | Bank Austria Tennis Trophy, Vienne | Series Gold         | 653 000 €      | Dur (int.)      | Max Mirnyi Andy Ram                  | Philipp Petzschner Alexander Peya    | 6-1, 7-5           | Tableau        |
| 36 | 26-10-2009 | Bank Austria Tennis Trophy, Vienne | ATP 250             | 500 000 €      | Dur (int.)      | Łukasz Kubot Oliver Marach           | Julian Knowle Jürgen Melzer          | 2-6, 6-4, [11-9]   | Tableau        |
| 37 | 25-10-2010 | Bank Austria Tennis Trophy, Vienne | ATP 250             | 575 250 €      | Dur (int.)      | Daniel Nestor Nenad Zimonjić         | Mariusz Fyrstenberg Marcin Matkowski | 7-5, 3-6, [10-5]   | Tableau        |
| 38 | 24-10-2011 | Erste Bank Open, Vienne            | ATP 250             | 575 250 €      | Dur (int.)      | Bob Bryan Mike Bryan                 | Max Mirnyi Daniel Nestor             | 7-610, 6-3         | Tableau        |
| 39 | 15-10-2012 | Erste Bank Open, Vienne            | ATP 250             | 486 750 €      | Dur (int.)      | Andre Begemann Martin Emmrich        | Julian Knowle Filip Polášek          | 6-4, 3-6, [10-4]   | Tableau        |
| 40 | 14-10-2013 | Erste Bank Open, Vienne            | ATP 250             | 501 355 €      | Dur (int.)      | Florin Mergea Lukáš Rosol            | Julian Knowle Daniel Nestor          | 7-5, 6-4           | Tableau        |
| 41 | 13-10-2014 | Erste Bank Open, Vienne            | ATP 250             | 521 405 €      | Dur (int.)      | Jürgen Melzer Philipp Petzschner     | Andre Begemann Julian Knowle         | 7-66, 4-6, [10-7]  | Tableau        |
| 42 | 19-10-2015 | Erste Bank Open, Vienne            | ATP 500             | 1 745 040 €    | Dur (int.)      | Łukasz Kubot Marcelo Melo            | Jamie Murray John Peers              | 4-6, 7-63, [10-6]  | Tableau        |
| 43 | 24-10-2016 | Erste Bank Open, Vienne            | ATP 500             | 1 884 645 €    | Dur (int.)      | Łukasz Kubot Marcelo Melo            | Oliver Marach Fabrice Martin         | 4-6, 6-3, [13-11]  | Tableau        |
| 44 | 23-10-2017 | Erste Bank Open, Vienne            | ATP 500             | 2 035 415 €    | Dur (int.)      | Rohan Bopanna Pablo Cuevas           | Marcelo Demoliner Sam Querrey        | 7-67, 64-7, [11-9] | Tableau        |
| 45 | 22-10-2018 | Erste Bank Open, Vienne            | ATP 500             | 2 198 250 €    | Dur (int.)      | Joe Salisbury Neal Skupski           | Mike Bryan Édouard Roger-Vasselin    | 7-65, 6-3          | Tableau        |
| 46 | 21-10-2019 | Erste Bank Open, Vienne            | ATP 500             | 2 296 490 €    | Dur (int.)      | Rajeev Ram Joe Salisbury             | Łukasz Kubot Marcelo Melo            | 6-4, 65-7, [10-5]  | Tableau        |
| 47 | 26-10-2020 | Erste Bank Open, Vienne            | ATP 500             | 1 409 510 €    | Dur (int.)      | Łukasz Kubot Marcelo Melo            | Jamie Murray Neal Skupski            | 7-65, 7-5          | Tableau        |
| 48 | 25-10-2021 | Erste Bank Open, Vienne            | ATP 500             | 1 837 190 €    | Dur (int.)      | Robert Farah Juan Sebastián Cabal    | Rajeev Ram Joe Salisbury             | 6-4, 6-2           | Tableau        |
| 49 | 24-10-2022 | Erste Bank Open, Vienne            | ATP 500             | 2 349 180 €    | Dur (int.)      | Alexander Erler Lucas Miedler        | Santiago González Andrés Molteni     | 6-3, 7-61          | Tableau        |
| 50 | 23-10-2023 | Erste Bank Open, Vienne            | ATP 500             | 2 409 835 €    | Dur (int.)      | Rajeev Ram Joe Salisbury             | Nathaniel Lammons Jackson Withrow    | 6-4, 5-7, [12-10]  | Tableau        |
| 51 | 21-10-2024 | Erste Bank Open, Vienne            | ATP 500             | 2 470 310 €    | Dur (int.)      | Alexander Erler Lucas Miedler        | Neal Skupski Michael Venus           | 4-6, 6-3, [10-1]   | Tableau        |